# Feldbahn Bełżec–Trawniki
| Neue Feldbahn von Bełżec nach Zamość |                     |                                   |                                   |
| Streckenlänge: | 118,5 km            |                                   |                                   |
| Spurweite: | 600 mm (Schmalspur) |                                   |                                   |
| Zweigleisigkeit: | Bełżec–Tomaszów     |                                   |                                   |
| |                     |                                   |                                   |
| \| \| \| Bełżec–Lwiw \| \| \| \| 0,0 \| Bełżec \| Bełżec \| \| \| 10,7 \| Tomaszów \| Tomaszów \| \| \| 18,7 \| Schumkasee (heute Szarowola) \| Schumkasee (heute Szarowola) \| \| \| 28,5 \| Wilhelmstal (heute Majdan Wielki) \| Wilhelmstal (heute Majdan Wielki) \| \| \| 39,5 \| Sorge (heute Boża Wola) \| Sorge (heute Boża Wola) \| \| \| 43,1 \| Ruszów \| Ruszów \| \| \| 49,7 \| Neu-Hanau (heute Pniówek) \| Neu-Hanau (heute Pniówek) \| \| \| 60,7 \| Zamość \| Zamość \| \| \| 72,2 \| Wierba (heute Wierzba) \| Wierba (heute Wierzba) \| \| \| 74,0 \| Spitzkehre \| Spitzkehre \| \| \| 86,1 \| Wólka Orłowska \| Wólka Orłowska \| \| \| 93,9 \| Krasnystaw \| Krasnystaw \| \| \| 105,7 \| Ruski (heute Łopiennik Dolny) \| Ruski (heute Łopiennik Dolny) \| \| \| 118,5 \| Trawniki \| Trawniki \| \| \| \| Warschau–Dorohusk \| \| |                     |                                   |                                   |
| Kopfbahnhof Streckenende |                     | Bełżec–Lwiw                       | Bełżec–Lwiw                       |
| Kopfbahnhof Streckenanfang (Strecke außer Betrieb) | 0,0                 | Bełżec                            | Bełżec                            |
| Haltepunkt / Haltestelle (Strecke außer Betrieb) | 10,7                | Tomaszów                          | Tomaszów                          |
| Haltepunkt / Haltestelle (Strecke außer Betrieb) | 18,7                | Schumkasee (heute Szarowola)      | Schumkasee (heute Szarowola)      |
| Haltepunkt / Haltestelle (Strecke außer Betrieb) | 28,5                | Wilhelmstal (heute Majdan Wielki) | Wilhelmstal (heute Majdan Wielki) |
| Haltepunkt / Haltestelle (Strecke außer Betrieb) | 39,5                | Sorge (heute Boża Wola)           | Sorge (heute Boża Wola)           |
| Brücke (Strecke außer Betrieb) | 43,1                | Ruszów                            | Ruszów                            |
| Haltepunkt / Haltestelle (Strecke außer Betrieb) | 49,7                | Neu-Hanau (heute Pniówek)         | Neu-Hanau (heute Pniówek)         |
| Haltepunkt / Haltestelle (Strecke außer Betrieb) | 60,7                | Zamość                            | Zamość                            |
| Haltepunkt / Haltestelle (Strecke außer Betrieb) | 72,2                | Wierba (heute Wierzba)            | Wierba (heute Wierzba)            |
| Abzweig quer, nach links und von rechts (Strecke außer Betrieb) | 74,0                | Spitzkehre                        | Spitzkehre                        |
| Haltepunkt / Haltestelle (Strecke außer Betrieb) | 86,1                | Wólka Orłowska                    | Wólka Orłowska                    |
| Haltepunkt / Haltestelle (Strecke außer Betrieb) | 93,9                | Krasnystaw                        | Krasnystaw                        |
| Haltepunkt / Haltestelle (Strecke außer Betrieb) | 105,7               | Ruski (heute Łopiennik Dolny)     | Ruski (heute Łopiennik Dolny)     |
| Kopfbahnhof Streckenende (Strecke außer Betrieb) | 118,5               | Trawniki                          | Trawniki                          |
| Bahnhof quer |                     | Warschau–Dorohusk                 | Warschau–Dorohusk                 |

Die Feldbahn Bełżec–Trawniki (polnisch Linia kolejowa Bełżec Wąskotorowy – Trawniki Wąskotorowe) war eine während des Ersten Weltkriegs von den deutschen und österreichisch-ungarischen Landstreitkräften verlegte und betriebene 118,5 km lange militärische Feldbahn mit 600 mm Spurweite von Bełżec nach Trawniki in der polnischen Woiwodschaft Lublin.

## Bau

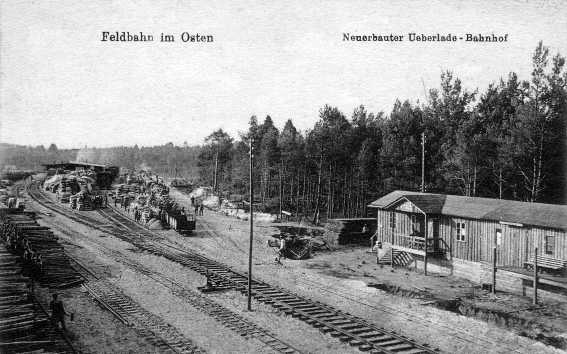
Neugebauter Überlade-Bahnhof

Der Bau begann am 28. Juni 1915 mit der Entscheidung des Oberbefehlshabers der Bugarmee, die Armee besser zu versorgen. Sie wurde von 7 EBK (Eisenbahnkompanie) zusammen mit 13 anderen Organisationen (etwa 1560 Personen) und mehreren tausend russischen Häftlingen im Eiltempo ohne geschottertes Gleisbett verlegt. Auf dem Abschnitt Zamość–Krasnystaw wurde ein bestehender Bahndamm entlang der bereits vorhandenen Schmalspurstrecke Biłgoraj–Tereszpol–Zwierzyniec–Obrocz–Płoskie–Sitaniec–Krasnystaw–Siennica Nadolna–Horodysko–Sielec–Chełm wiederverwendet, deren Gleise im Sommer 1914 von den Russen verlegt und im Juli 1915 vor dem Einmarsch deutscher und österreichischer Truppen abgebaut wurden. Am 1. August 1915 wurde die Strecke bis Zamosc und am 25. August 1915 bis Trawniki fertiggestellt.

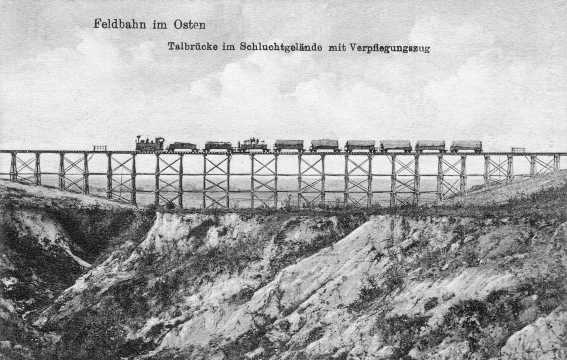
Talbrücke im Schluchtgelände mit Verpflegungszug

Eines der aufwendigsten Bauwerke dieser Feldbahn war das 150 m lange und 14 m hohe hölzerne Viadukt über die Schlucht bei Ruszów (Streckenkilometer 43), das nach der Stilllegung der Bahnstrecke abgerissen wurde.
Die Feldbahn diente militärischen Zwecken. Sie transportierte Ausrüstung, Munition und Nachschub zu den Schlachtfeldern (etwa 1000 Tonnen Fracht pro Tag) und auf dem Rückweg verwundete Soldaten zu den Lazaretten (bis zu 800 pro Tag). Der Betrieb wurde von 101., 102. und 104. Feldbahn-Betriebskompanie durchgeführt. Die Strecke war eingleisig mit Ausnahme des zweigleisigen Abschnitts Bełżec–Tomaszów. Entlang der Gleise wurde eine Telefonleitung verlegt. Die Fahrt auf der 118,5 km langen Strecke von Bełżec nach Trawniki dauerte 16 Stunden 48 Minuten. Die Geschwindigkeit betrug 7 km/h hin und 8 km/h zurück, mit einer 2½-stündigen Pause auf halbem Weg in Zamość.
Am 20. November 1915 wurde die Strecke aufgrund der Verschiebung der Frontlinie um  mehrere Dutzend Kilometer nach Osten dem zivilen Personenverkehr zur Verfügung gestellt.
Aufgrund des schlechten technischen Zustands der Feldbahn, der durch die zu schnell durchgeführten Bauarbeiten und eine Welle starker Regenfälle nach dem 20. August 1915 verursacht wurde, wurde im September 1915 beschlossen, die Normalspurstrecke Rejowiec–Zawada–Bełżec zu bauen und die Schmalspurstrecke abzureißen. Ende des Jahres wurde der Bau der Normalspurstrecke an die österreichische Armee übertragen. Sie wurde im Januar 1916 auf der Strecke Bełżec–Zamość und im Februar 1916 auf der Strecke Zawada–Rejowiec in Betrieb genommen. Zwischen dem 11. Dezember 1915 und dem 22. Januar 1916 wurde der Abschnitt Tomaszów Lubelski – Wólka Orłowska abgerissen und zwischen dem 12. März und dem 10. April 1916 der Abschnitt Wólka Orłowska – Trawniki.
Am 16. Januar 1916 wurde der Abschnitt Bełżec–Tomaszów an die staatliche Eisenbahnverwaltung in Lemberg verkauft, die am 25. Januar 1916 mit dem Bau des Abschnitts von Tomaszów zum Sägewerk in Tarnawatka und der Ziegelfabrik in Budy Dzierążyńskie begann. Der Verkehr auf dieser Strecke wurde am 1. Januar 1923 eingestellt, und die Strecke wurde 1924 zum Abbruch freigegeben.